# Stefan Marković (cầu thủ bóng đá)
Stefan Marković (Kirin Serbia: Стефан Марковић; sinh 22 tháng 7 năm 1993) là một hậu vệ bóng đá Serbia, thi đấu cho FK Novi Pazar.